# 八段锦 (小说)
《八段锦》，是明代的一本拟话本小说集。署名为醒世居士。全书由8个不同的故事组成，主题为劝诫人们抛弃恶习，如色欲、赌博、嗜酒等。但由于描写内容的问题，曾在清代道光、同治等朝被查禁过多次。
现存清代的醉月楼刊本，藏于北京大学图书馆。